# Pyrrhopygini
De Pyrrhopygini zijn een geslachtengroep van vlinders van de familie van de dikkopjes (Hesperiidae) in de onderfamilie Pyrrhopyginae.

## Geslachten per subtribus
- Apyrrothrixina Grishin, 2019
  - Aesculapyge Grishin, 2019
  - Apyrrothrix Lindsey, 1921
  - Chalypyge Mielke, 2002
  - Creonpyge Mielke, 2002
  - Cyanopyge Mielke, 2002
  - Jonaspyge Mielke, 2002
  - Melanopyge Mielke, 2002
- Microcerisina Grishin, 2019
  - Apatiella Grishin, 2019
  - Blubella Grishin, 2019
  - Croniades Mabille, 1903
  - Elbella Evans, 1951
  - Hegesippe Evans, 1951
  - Merobella Grishin, 2019
  - Microceris Watson, 1893
  - Ochropyge Mielke, 2002
  - Parelbella Mielke, 1995
  - Protelbella Mielke, 1995
  - Pseudocroniades Mielke, 1995
- Mimoniadina Grishin, 2009
  - Aerardaris Mielke, Brockmann & Mielke, 2022
  - Amenis Watson, 1893
  - Amysoria Mielke, 2002
  - Ardaris Watson, 1893
  - Jemadia Watson, 1893
  - Jemasonia Grishin, 2019
  - Jematus Grishin, 2019
  - Jember Grishin, 2019
  - Mahotis Watson, 1893
  - Mimadia Grishin, 2019
  - Mimardaris Mielke, 2002
  - Mimoniades Hübner, 1823
  - Mysarbia Mielke, 2002
  - Mysoria Watson, 1893
  - Nosphistia Mabille & Boullet, 1908
  - Santea Grishin, 2019
  - Sarbia Watson, 1893
  - Sarbiena Grishin, 2019
- Pyrrhopygina Mabille, 1877
  - Gunayan Mielke, 2002
  - Pyrrhopyge Hübner, 1819
  - Yanguna Watson, 1893

## Subtribus onbekend
- Metardaris Mabille, 1903